# Hydrocotyle chevalieri
Hydrocotyle chevalieri är en växtart i släktet Hydrocotyle och familjen araliaväxter.
Arten förekommer i Vietnam. Den beskrevs som Hydrocotyle polycephala var. chevalieri av Henri Chermezon 1921, och fick sitt nu gällande namn av Marie Laure Tardieu 1967.